# Ghána az 1968. évi nyári olimpiai játékokon
Ghána a mexikói Mexikóvárosban megrendezett 1968. évi nyári olimpiai játékok egyik részt vevő nemzete volt. Az országot az olimpián 3 sportágban 31 sportoló képviselte, akik érmet nem szereztek.

## Atlétika
Férfi
| Versenyző                                       | Versenyszám     | Előfutam | Előfutam | Előfutam | Negyeddöntő | Negyeddöntő | Negyeddöntő | Elődöntő | Elődöntő | Elődöntő | Döntő   | Döntő    |
| Versenyző                                       | Versenyszám     | Idő      | Hely.    | Össz.    | Idő         | Hely.       | Össz.       | Idő      | Hely.    | Össz.    | Idő     | Helyezés |
| ----------------------------------------------- | --------------- | -------- | -------- | -------- | ----------- | ----------- | ----------- | -------- | -------- | -------- | ------- | -------- |
| Mike Ahey                                       | 100 m           | 10,59    | 3.       | 42.*     | 10,49       | 8.          | 30.         | kiesett  | kiesett  | kiesett  | kiesett | kiesett  |
| James Addy                                      | 200 m           | 21,00    | 3.       | 20.*     | 20,90       | 5.          | 16.*        | kiesett  | kiesett  | kiesett  | kiesett | kiesett  |
| Sam Bugri                                       | 400 m           | 45,88    | 4.       | 11.      | 46,08       | 4.          | 14.         | 45,92    | 5.       | 10.      | kiesett | kiesett  |
| John Ametepey                                   | 800 m           | 1:50,78  | 4.       | 25.      |             |             |             | kiesett  | kiesett  | kiesett  | kiesett | kiesett  |
| William Quaye                                   | 400 m gát       | 51,60    | 6.       | 22.      |             |             |             | kiesett  | kiesett  | kiesett  | kiesett | kiesett  |
| Edward Owusu Mike Ahey William Quaye James Addy | 4 × 100 m váltó | 39,87    | 6.       | 13.      |             |             |             | 39,96    | 5.       | 12.      | kiesett | kiesett  |

| Versenyző     | Versenyszám | Selejtező | Selejtező | Döntő    | Döntő    |
| Versenyző     | Versenyszám | Eredmény  | Helyezés  | Eredmény | Helyezés |
| ------------- | ----------- | --------- | --------- | -------- | -------- |
| Mike Ahey     | Távolugrás  | 777 cm    | 8.        | 771 cm   | 13.      |
| Johnson Amoah | Hármasugrás | 15,65 m   | 24.       | kiesett  | kiesett  |

Női
| Alice Annum | 200 m | 23,95 | 7. | 23. |  |  |  | kiesett | kiesett | kiesett | kiesett | kiesett |

| Versenyző   | Versenyszám | Selejtező | Selejtező | Döntő    | Döntő    |
| Versenyző   | Versenyszám | Eredmény  | Helyezés  | Eredmény | Helyezés |
| ----------- | ----------- | --------- | --------- | -------- | -------- |
| Alice Annum | Távolugrás  | 661 cm    | 22.       | kiesett  | kiesett  |

* - egy másik versenyzővel azonos időt ért el

## Labdarúgás
| Ghánai labdarúgócsapat-játékoskeret | Ghánai labdarúgócsapat-játékoskeret |
| --- | --- |
| - Oliver Acquah - Charles Addo-Odametey - George Alhassan - Jones Attuquayefio - John Eshun - Robert Foley - Abukari Gariba - Amosa Gbadamosi - Malik Jabir - Jonathan Kpakpo | - Bernard Kusi - Jon Bortey Noawy - Kofi Osei - Sammy Sampene - Ibrahim Sunday - Joseph Wilson - Akuamoah Boateng* - John Botchway* - Robert Mensah* |

* - nem játszott csak nevezve volt

### Eredmények
Csoportkör
C csoport
| Csapat       | M | Gy | D | V | G+ | G– | Gk | P |
| ------------ | - | -- | - | - | -- | -- | -- | - |
| Magyarország | 3 | 2  | 1 | 0 | 8  | 2  | +6 | 5 |
| Izrael       | 3 | 2  | 0 | 1 | 8  | 6  | +2 | 4 |
| Ghána        | 3 | 0  | 2 | 1 | 6  | 8  | –2 | 2 |
| Salvador     | 3 | 0  | 1 | 2 | 2  | 8  | –6 | 1 |

| 1968. október 13. |

| Izrael (ISR)                          | 5–3               | Ghána                                                     |
| ------------------------------------- | ----------------- | --------------------------------------------------------- |
| Spigel 11' 75' Faigenbaum 16' 30' 70' | (3–2) Jegyzőkönyv | Jabir 18' 79' Gbadamosi 35' Attuquayefio 60′ Alhassan 89′ |

| León stadion, León Játékvezető: Michel Kitabdjian (FRA) Asszisztensek: Mariano Medina (ESP), Guillermo Velasquez (COL) |

| 1968. október 15. |

| Magyarország (HUN)    | 2–2               | Ghána                  |
| --------------------- | ----------------- | ---------------------- |
| Dunai 15' Menczel 17' | (2–2) Jegyzőkönyv | Sunday 12' Sampene 33' |

| Jalisco stadion, Guadalajara Játékvezető: Marujama Josijuki (JPN) Asszisztensek: Arturo Yamasaki (MEX), Javier Galindo (MEX) |

| 1968. október 17. |

| Salvador (ESA) | 1–1               | Ghána    |
| -------------- | ----------------- | -------- |
| Rodríguez 42'  | (1–0) Jegyzőkönyv | Osei 55' |

| León stadion, León Játékvezető: Mariano Medina (ESP) Asszisztensek: Jean Louis Faber (GUI), Thompson Badru (NGR) |

| Csapat      | Helyezés |
| ----------- | -------- |
| Ghána (GHA) | 12.      |

## Ökölvívás
| Versenyző       | Versenyszám   | Selejtező                  | 32-es főtábla            | Nyolcaddöntő              | Negyeddöntő                      | Elődöntő          | Döntő             | Helyezés |
| Versenyző       | Versenyszám   | Ellenfél Eredmény          | Ellenfél Eredmény        | Ellenfél Eredmény         | Ellenfél Eredmény                | Ellenfél Eredmény | Ellenfél Eredmény | Helyezés |
| --------------- | ------------- | -------------------------- | ------------------------ | ------------------------- | -------------------------------- | ----------------- | ----------------- | -------- |
| Joe Destimo     | Légsúly       |                            | erőnyerő                 | Walter Henry (CAN) · RSC  | Servílio de Oliveira (BRA) · 0-5 | kiesett           | kiesett           | 5.       |
| Sulley Shittu   | Harmatsúly    | Dary Dasuda (NIG) · 4-1    | Szabó Gyula (HUN) · 5-0  | Horst Rascher (FRG) · 2-3 | kiesett                          | kiesett           | kiesett           | 9.       |
| Joe Martey      | Könnyűsúly    | Enzo Petriglia (ITA) · 2-3 | kiesett                  | kiesett                   | kiesett                          | kiesett           | kiesett           | 33.      |
| Emmanuel Lawson | Kisváltósúly  | erőnyerő                   | Jaime Lozano (MEX) · 0-5 | kiesett                   | kiesett                          | kiesett           | kiesett           | 17.      |
| Aaron Popoola   | Váltósúly     | erőnyerő                   | Celal Sandal (TUR) · 2-3 | kiesett                   | kiesett                          | kiesett           | kiesett           | 17.      |
| Prince Amartey  | Nagyváltósúly |                            | Abdel Salih (SUD) · 4-1  | Eric Blake (GBR) · 1-4    | kiesett                          | kiesett           | kiesett           | 9.       |
| Adonis Ray      | Nehézsúly     |                            |                          | Joaquín Rocha (MEX) · 1-4 | kiesett                          | kiesett           | kiesett           | 9.       |